# Dr. Mario
Dr. Mario är titeln på ett spel som släpptes av Nintendo år 1990 och är ett TV-spel avsett att användas tillsammans med Nintendos 8-bitarskonsol NES med musik av Hirokazu 'Hip' Tanaka. Mario, känd från Super Mario Bros.-spelen, jobbar här som läkare och skall bekämpa virus i flaskor genom att kasta ner piller med olika färger i dem. Pillren skall vinklas och styras på rätt sätt medan de faller, för att de vid landningen skall kunna bidra till att virus försvinner och till att inte flaskan proppas igen. Spelet påminner i mångt och mycket om Tetris, vilket det för övrigt 1994 släpptes tillsammans med på en dubbelkassett, denna gång till 16-bitarskonsolen Super Nintendo.